# جرونیمو استیلتن

لوگو جرونیمو استیلتن در سال 2015

جرونیمو استیلتن نام مجموعه کتاب کودکان به زبان ایتالیایی است که از سال ۲۰۰۰ توسط ادیتزیونی پیمه از میلان منتشر می‌شود. با اینکه این مجموعه به نام مولفش ثبت شده اما در واقع ایدهٔ اصلی آن متعلق به الیزابت دامی است. در ایران این مجموعه به ماکاموشی جزیره جوندگان جسور مشهور است.
این کتاب‌ها برای گروه سنی ۶ تا ۱۷ سال است که نسخهٔ انگلیسی آن‌ها در سال ۲۰۰۴ توسط اسکلاستیک منتشر شد. این کتاب‌ها بیش از ۱۴۰ میلیون نسخه فروش داشتند و در فهرست پرفروش‌ترین کتاب‌های تاریخ قرار گرفتند.
انتشارات هوپا بعدا کتاب‌های این مجموعه را به‌فارسی منتشر کرد و شخصیت اصلی (خود جرونیمو) این داستان یک برادرزاده، یک خواهر و یک پسر عمو دارد که پسرعمویش همیشه او را اذیت می‌کند.

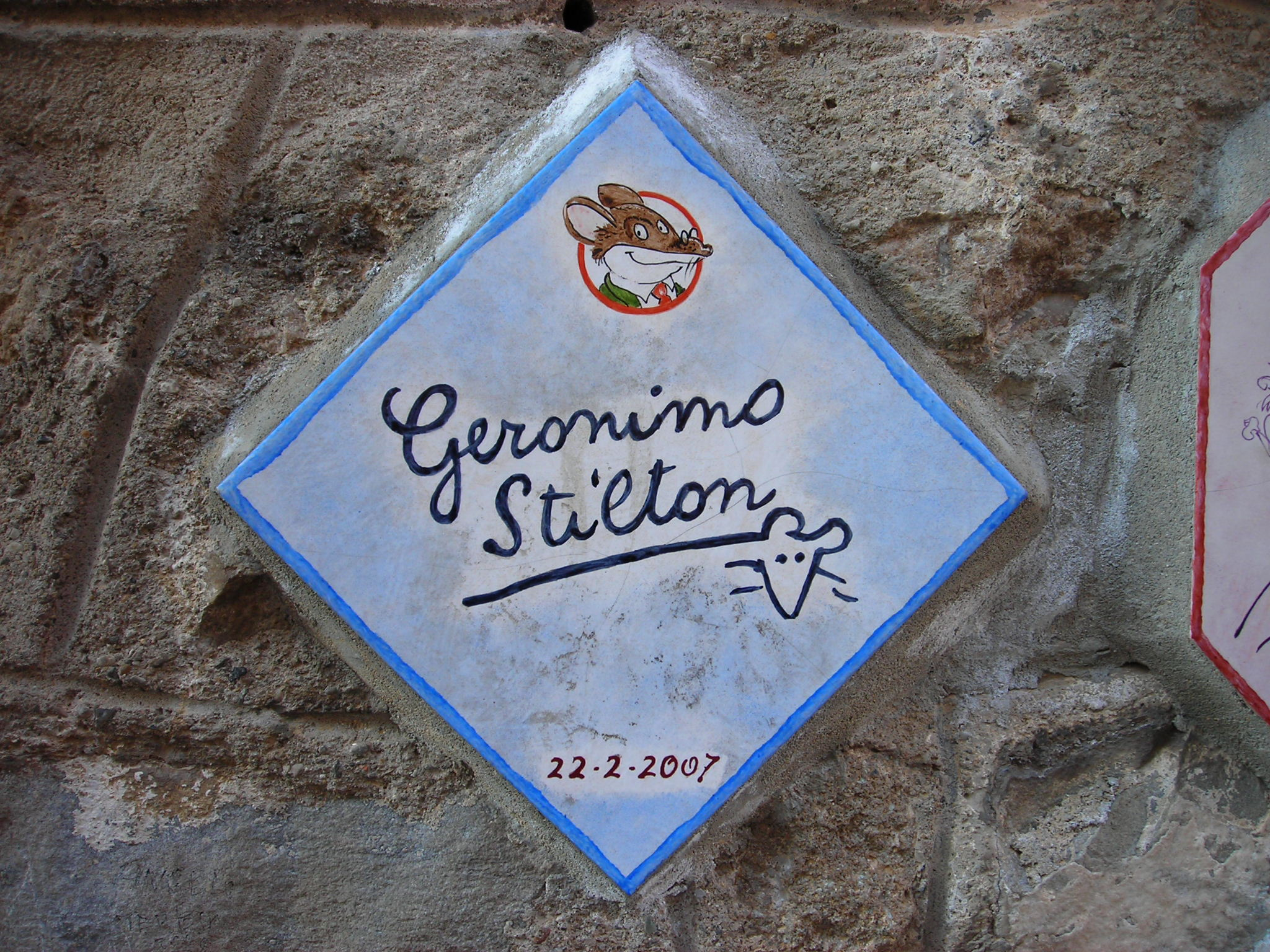
کاشی muretto در الاسیو

## شخصیت‌ها
جرونیمو استیلتن: سردبیر روزنامه جریده جوندگان.
تیا استیلتن: خواهر جرونیمو و خبرنگار جریده جوندگان.
تراپ استیلتن: پسرعمو جرونیمو و سمسار.
بنجامین استیلتن: برادرزاده جرونیمو.
باگزی واگزی(در جرونیمو استیلتن (مجموعه تلویزیونی)،نام وی به پاندورا واز تغییر کرد.): بهترین دوست بنجامین.
پتونیا زببا پنجه: همکار و معشوقه جرونیمو.
پینکی پیک: دستیار نوجوان جرونیمو.
شف تی پنجه: مدیر فروش جریده جواندگان.
موشلا مک موشر: منشی جرونیمو.
سالی رَسماوسِن: سردبیر روزنامه موش امروز و رقیب جرونیمو.
سایمون: دستیار سالی.

## کتاب‌ها
1. چشم زمردین جواهر گم شده (فوریه ۲۰۰۴)
2. نفرین هرم پنیری (فوریه ۲۰۰۴)
3. موش و گربه در خانهٔ اشباح (فوریه ۲۰۰۴)
4. علاقهٔ بیش از حد من به خز (فوریه ۲۰۰۴)
5. چهار موش در اعماق جنگل تله موش  (مارس ۲۰۰۴)
6. پنجه رو بکش کله پنیری (مارس ۲۰۰۴)
7. پیتزای داغ برای کنت اشراف‌زاده (مارس ۲۰۰۴)
8. حمله گربه‌های راهزن (ژوئن ۲۰۰۴)
9. تعطیلات برای جرونیمو (ژوئیه ۲۰۰۴)
10. همه‌اش به خاطر یک فنجان قهوه (اوت ۲۰۰۴)
11. این هم هالووین شما!  (سپتامبر ۲۰۰۴)
12. کریسمس مبارک جرونیمو!  (اکتبر ۲۰۰۴)
13. شبح مترو (نوامبر ۲۰۰۴)
14. معبد روبی پر از آتش (دسامبر ۲۰۰۴)
15. موشالیزا (ژانویه ۲۰۰۵)
16. پنیر رنگی (فوریه ۲۰۰۵)
17. سیبیل خودت رو بپا استیلن!  (مارس ۲۰۰۵)
18. کشتی در جزیرهٔ دزدان دریایی (مارس ۲۰۰۵)
19. اسم من استیلتن است جرونیمو استیلتن(مارس ۲۰۰۵)
20. گشت و گذار جرونیمو!  (ژوئن ۲۰۰۵)
21. وحشی، غرب وحشی (ژوئیه ۲۰۰۵)
22. راز قلعه کالکفور (اوت ۲۰۰۵)
23. ولنتاین روز فاجعه (ژانویه ۲۰۰۶)
24. سفر به آبشار نیاگارا (مارس ۲۰۰۶)
25. در جستجو گنج غرق شده  (ژوئن ۲۰۰۶)
26. مومیایی بدون نام (اوت ۲۰۰۶)
27. کریسمس کارخانه اسباب بازی (اکتبر ۲۰۰۶)
28. عروسی خراب شده (ژانویه ۲۰۰۷)
29. پایین و از پایین دست (مارس ۲۰۰۷)
30. جزیره موش ماراتن (ژوئن ۲۰۰۷)
31. دزد پنیر مرموز (اوت ۲۰۰۷)
32. والی از اسکلت‌های غول پیکر (ژانویه ۲۰۰۸)
33. جرونیمو و مدال طلایی اسرارآمیز (مارس ۲۰۰۸)
34. جرونیمو استیلن نماینده راز (ژوئیه ۲۰۰۸)
35. کریسمس بسیار مبارک (اکتبر ۲۰۰۸)
36. ولنتاین جرونیمو (ژانویه ۲۰۰۹)
37. مسابقه ماشین‌سواری در سراسر آمریکا (آوریل ۲۰۰۹)
38. یک ماجراجویی در مدرسه (ژوئیه ۲۰۰۹)
39. احساس آواز (اکتبر ۲۰۰۹)
40. کاراته موش (ژانویه ۲۰۱۰)
41. کوه کلیمانجارو توانا (مارس ۲۰۱۰)
42. کدو تنبل دزد عجیب غریب (ژوئیه ۲۰۱۰)
43. من یک ابر موشم!  (اکتبر ۲۰۱۰)
44. سرقت یک غول الماس (ژانویه ۲۰۱۱)
45. نجات نهنگ سفید!  (مارس ۲۰۱۱)
46. قلعه خالی از سکنه (ژوئیه ۲۰۱۱)
47. در تپه بدو جرونیمو!  (اکتبر ۲۰۱۱)
48. رمز و راز در ونیز (ژانویه ۲۰۱۲)
49. راه سامورایی (مارس ۲۰۱۲)
50. این هتل خالی از سکنه است!  (ژوئیه ۲۰۱۲)
51. این Enormouse مروارید دزدی (اکتبر ۲۰۱۲)
52. موش در فضا!  (فوریه ۲۰۱۳)
53. سر و صدا در جنگل (مارس ۲۰۱۳)
54. دریافت به دنده استیلن!  (ژوئیه ۲۰۱۳)
55. این طرح مجسمه طلایی (اکتبر ۲۰۱۳)
56. پرواز از راهزن قرمز (ژانویه ۲۰۱۴)
57. تعطیلات پنیر بدبو (ژوئیه ۲۰۱۴)
58. آشپز فوق‌العاده مسابقه (اکتبر ۲۰۱۴)
59. به انجمن مانور کپک زده خوش آمدید (ژانویه ۲۰۱۵)
60. گنج جزیره ایستر (ژوئیه ۲۰۱۵)
61. خانه موش شکارچی (اکتبر ۲۰۱۵)
62. موش دریا!  (ژانویه ۲۰۱۶)
63. پنیر آزمایشی (ژوئیه ۲۰۱۶)
64. مأموریت جادویی (اکتبر ۲۰۱۶)
65. سرقت در بالیوود (ژانویه ۲۰۱۷)
66. عملیات: راز (ژوئیه ۲۰۱۷)
67. تعقیب شکلات (اکتبر ۲۰۱۷)
68. Cyber-دزد مرحله نهایی مسابقات (ژانویه ۲۰۱۸)
69. در آغوش یک درخت جرونیمو (ژوئیه ۲۰۱۸)
70. فانتوم راهزن  (اکتبر ۲۰۱۸)
71. جرونیمو بر روی یخ!  (ژانویه ۲۰۱۹)
72. هاوایی دزدی (مارس ۲۰۱۹)

### نسخه‌های خاص
- یک داستان کریسمس (اکتبر ۲۰۰۵)
- کریسمس فاجعه (اکتبر ۲۰۰۷)
- شکار طلایی کتاب (آوریل ۲۰۱۴)
- شکار عجیب پنیر (آوریل ۲۰۱۵)
- ققنوس سرنوشت: حماسه پادشاهی فانتزی ماجراجویی (سپتامبر ۲۰۱۵)
- شکار برای راز پاپیروس (مارس ۲۰۱۶)
- شکار صدم کلیدی (مارس ۲۰۱۷)
- اژدها از بخت: حماسه پادشاهی فانتزی ماجراجویی (سپتامبر ۲۰۱۷)
- شکار برای روح کولوسئوم،  (مارس ۲۰۱۸)

## دیگر رسانه‌ها

### سریال تلویزیونی
نسخهٔ سریالی این سری کتاب در سپتامبر ۲۰۰۹ در تلویزیون پخش شد (در ایران این مجموعه به موش خبرنگار معروف است)

### تئاتر
تئاتر اورگان (کودک و نوجوان) در سال ۲۰۱۶ نمایش موش در فضا را درست کرد توسط جان مکلی

### پلی استیشن
کمپانی سونی کامپیوتر انترتینمنت در نوامبر ۲۰۱۱ در اروپا نسخهٔ جرونیمو استیلن در پادشاهی فانتزی را راه انداخت.